# Европейский центр Солидарности
Европейский центр Солидарности (пол. Europejskie Centrum Solidarności) — музей и библиотека в польском городе Гданьск (Поморское воеводство, Польша), посвящённые профсоюзному движению «Солидарность», а также другим оппозиционным движениям, приведшим к падению власти компартий в странах социалистического лагеря. Открыл свои двери для посетителей 31 августа 2014 года.

## История создания
Решение о создании музея движения «Солидарность» было принято ещё в 2005 году. Тогда, 31 августа 2005 года на площади Солидарности в Гданьске между воротами № 2 и памятником погибшим в декабре 1970 года работникам Гданьской судоверфи был подписан акт об учреждении Европейского центра солидарности. 8 ноября 2007 года был объявлен конкурс на лучший проект здания музея в котором участвовало 58 команд, но конкурсная комиссия признала лучшим проект именно гданьских архитекторов из мастерской «Форт». Строительство Европейского центра солидарности началось поздней осенью 2010 года, и стоило 232 миллиона злотых, из которых 113 миллионов были выделены Европейским союзом.
14 мая 2011 года в присутствии президента Польши Бронислава Коморовского на месте строительства музея был заложен памятный камень. Торжественное открытие комплекса состоялось 30 августа 2014 года в присутствии лидера Солидарности и бывшего президента Польши Леха Валенсы

## Музей Европейского центра Солидарности
Здание музея имеет общую площадь в 25 349,75 кв\м и выполнено в образе строящегося корабля. Состоит оно из пяти этажей и подземной парковки на 286 мест. На первом этаже находится касса, где посетитель может приобрести билеты а также наушники с аудиогидом на нескольких предложенных языках (в том числе и на русском). Кроме того на первом этаже есть несколько кафе, а также магазинов с сувенирами. Сама экспозиция начинается на втором этаже и поделена на шесть залов с присвоенными буквами (A, B, C, D, E, F), каждый зал посвящён определённой эпохе в становлении «Солидарности», общая же экспозиция из шести залов рассказывает историю ПНР и «Солидарности» в хронологических рамках с начала 1970-х до падения ПНР и ряда просоветских правительств Восточной Европы в 1989 году.

## Галерея

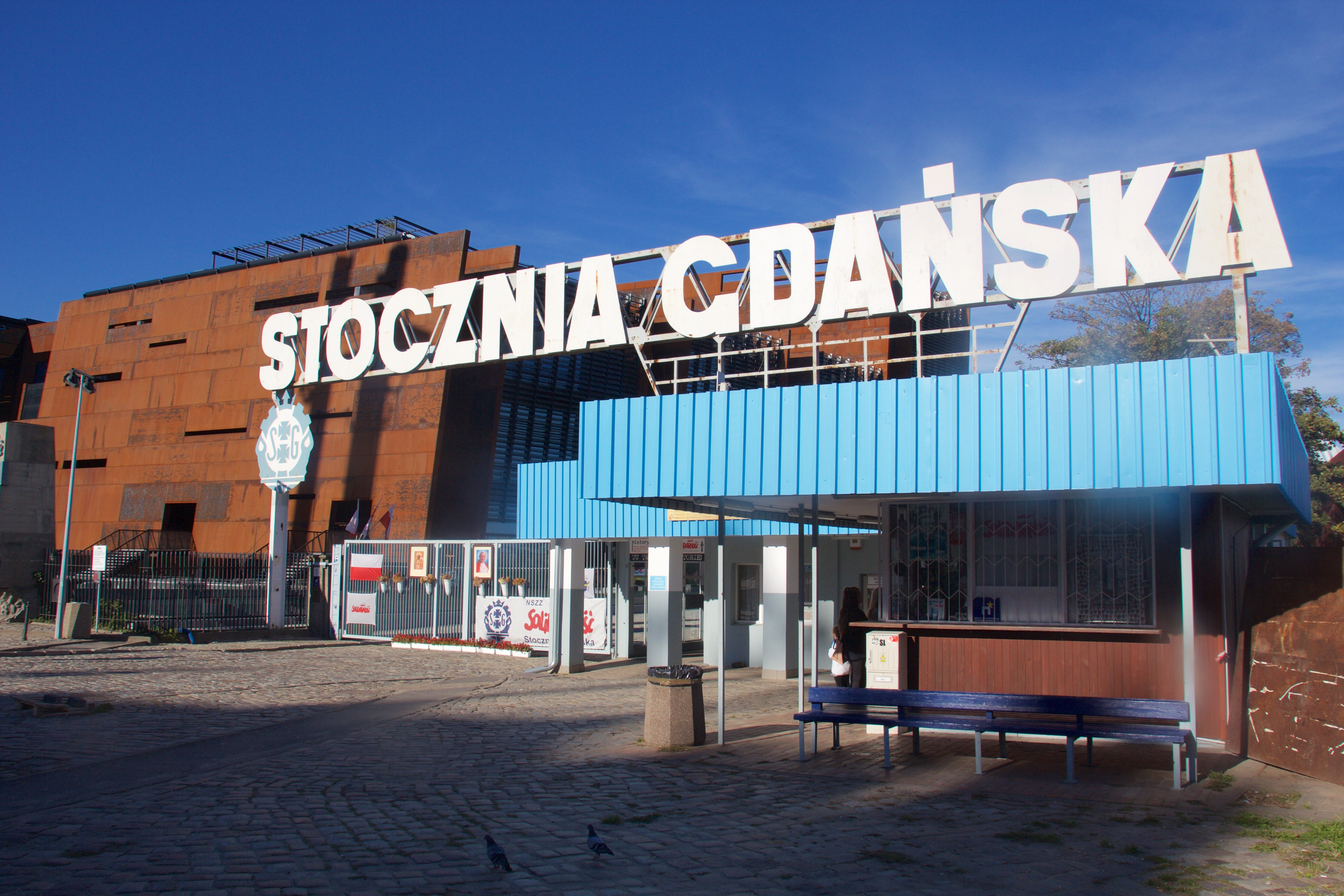
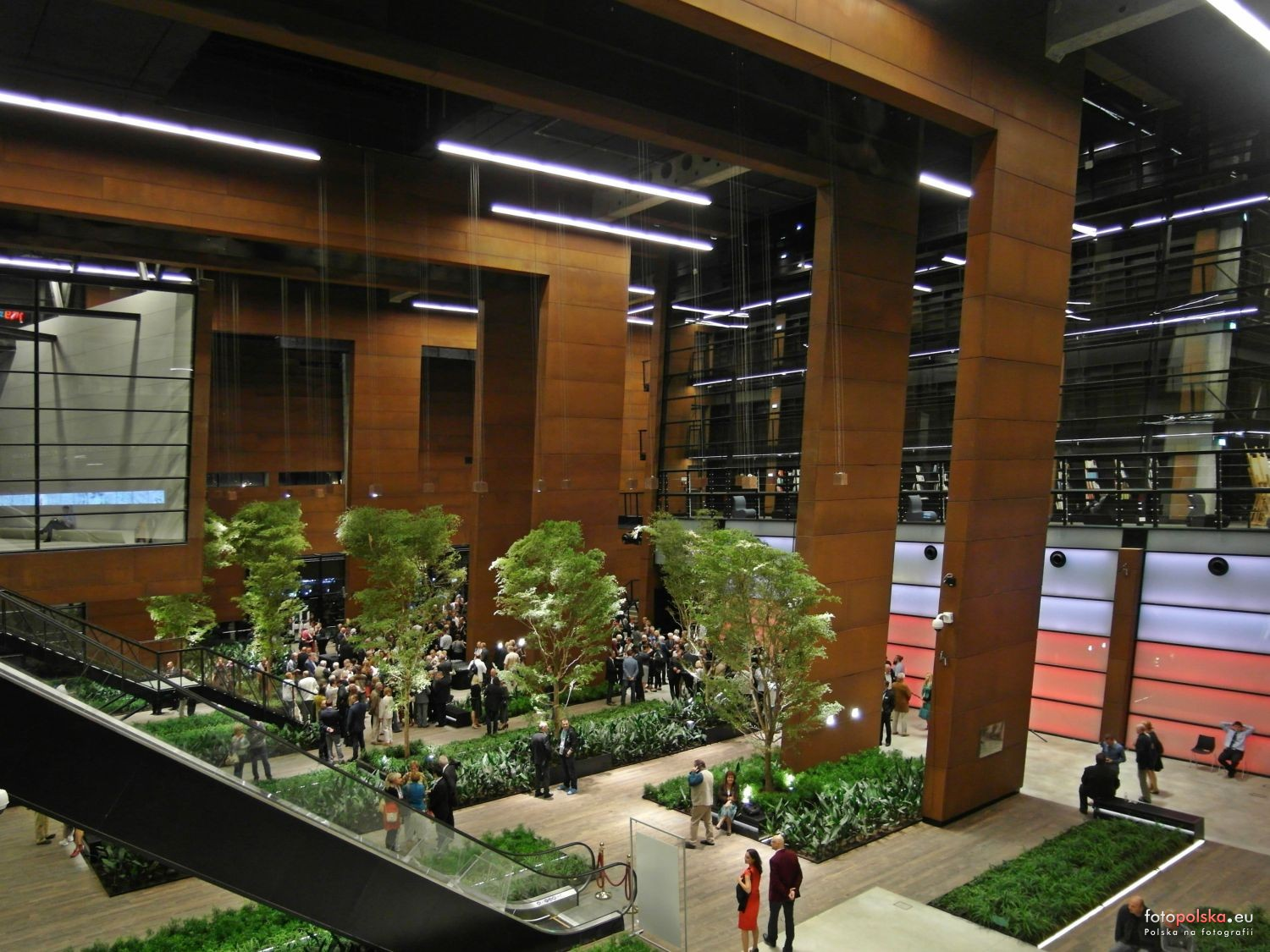
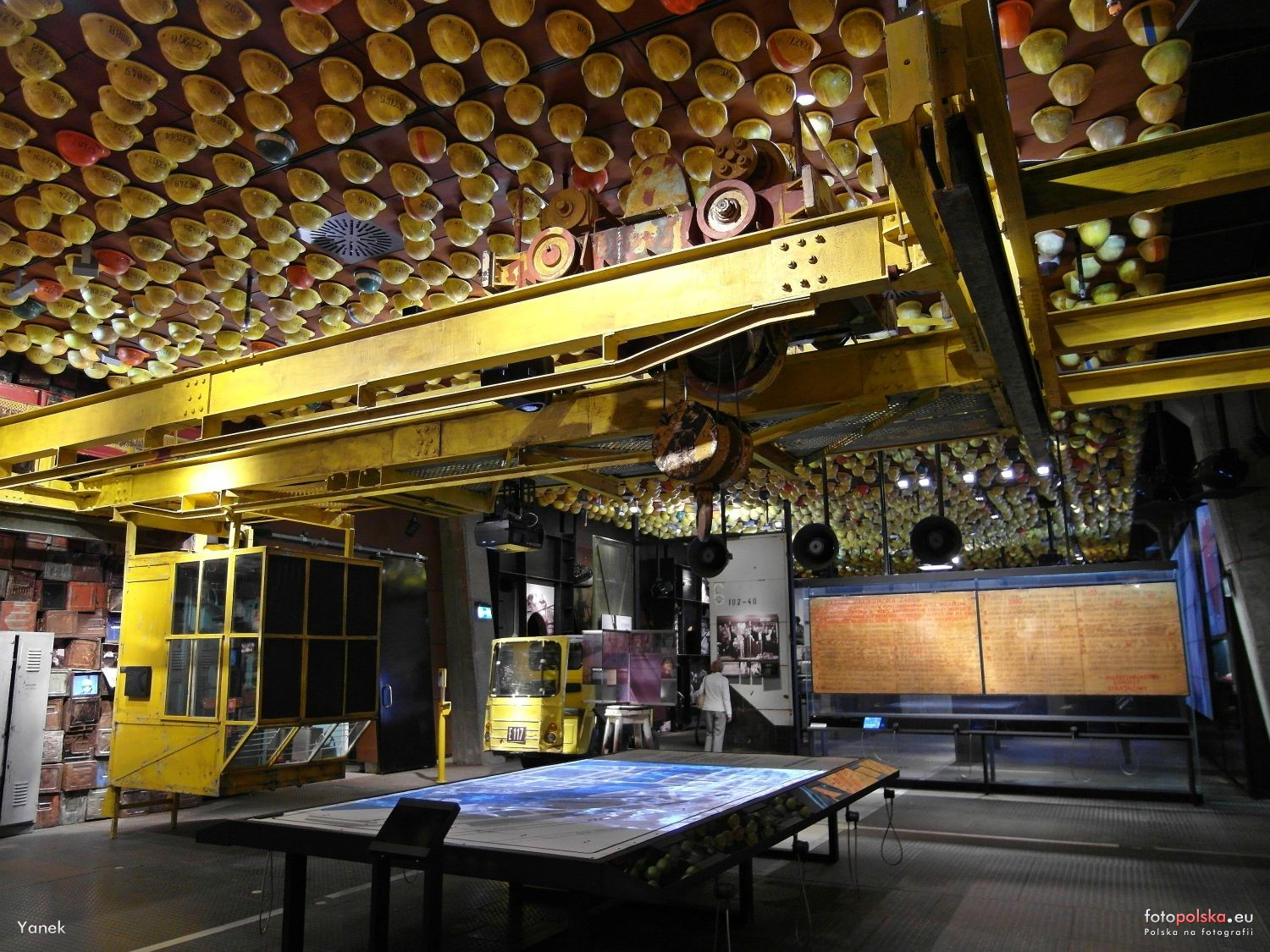
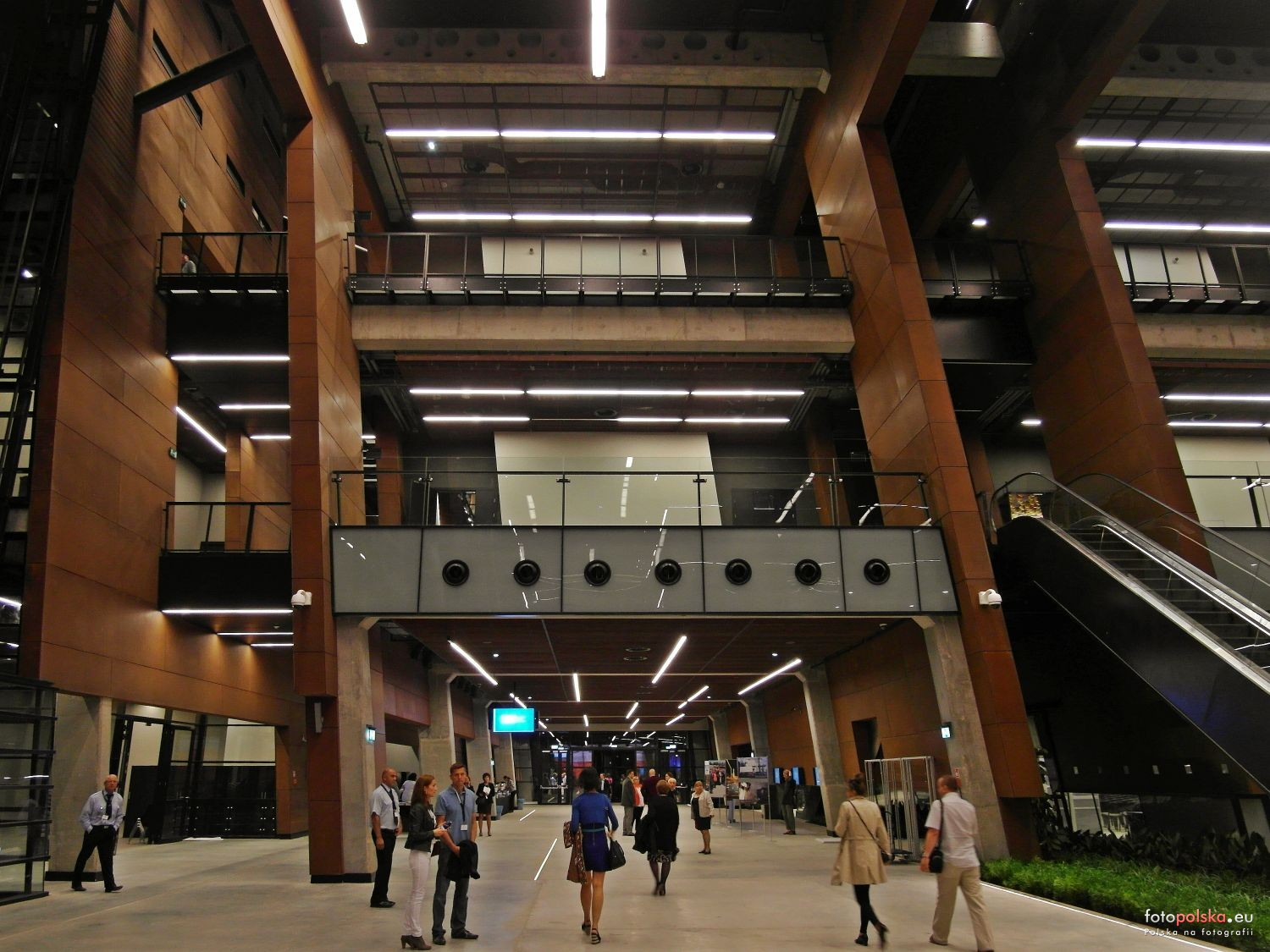
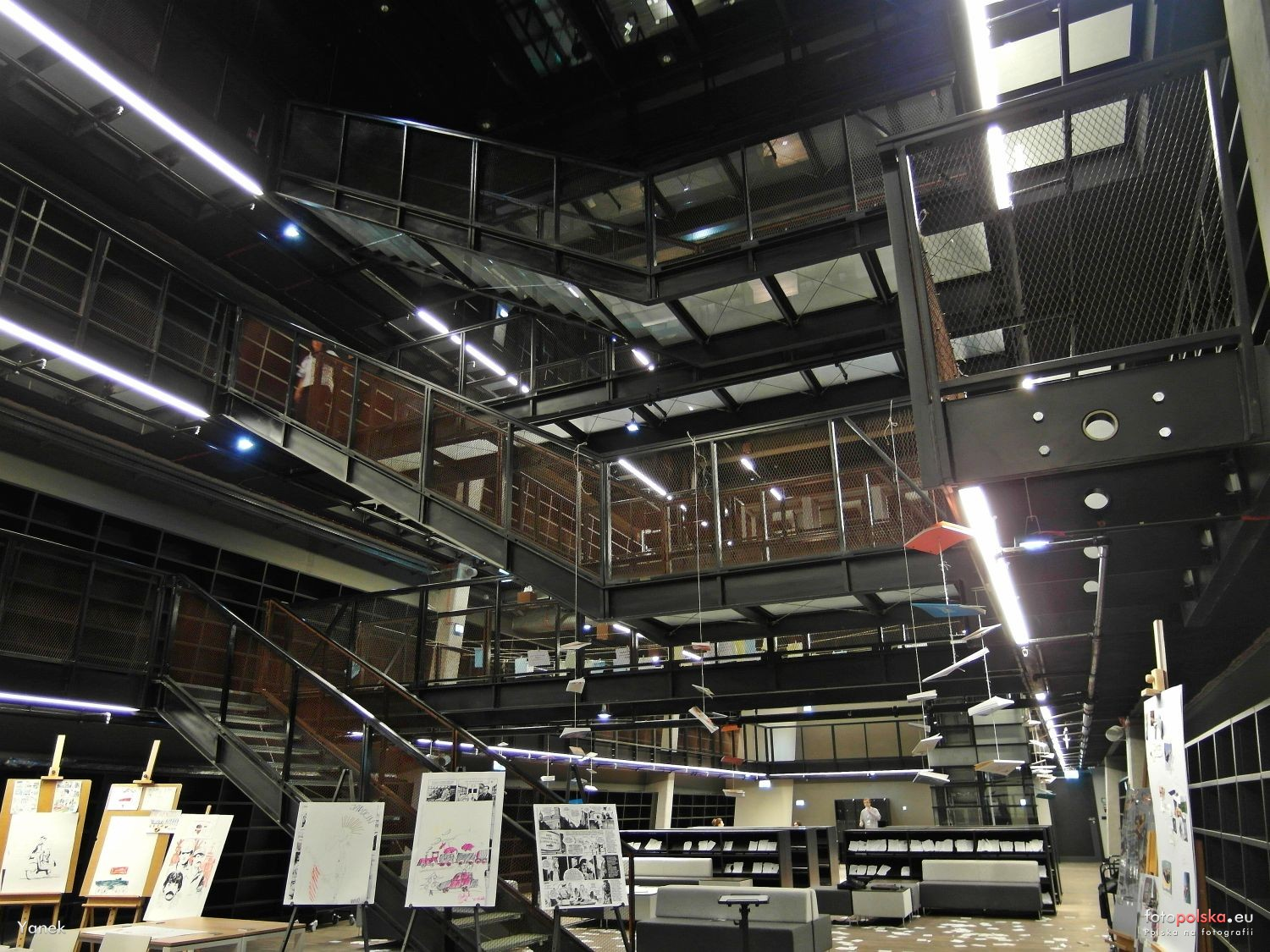
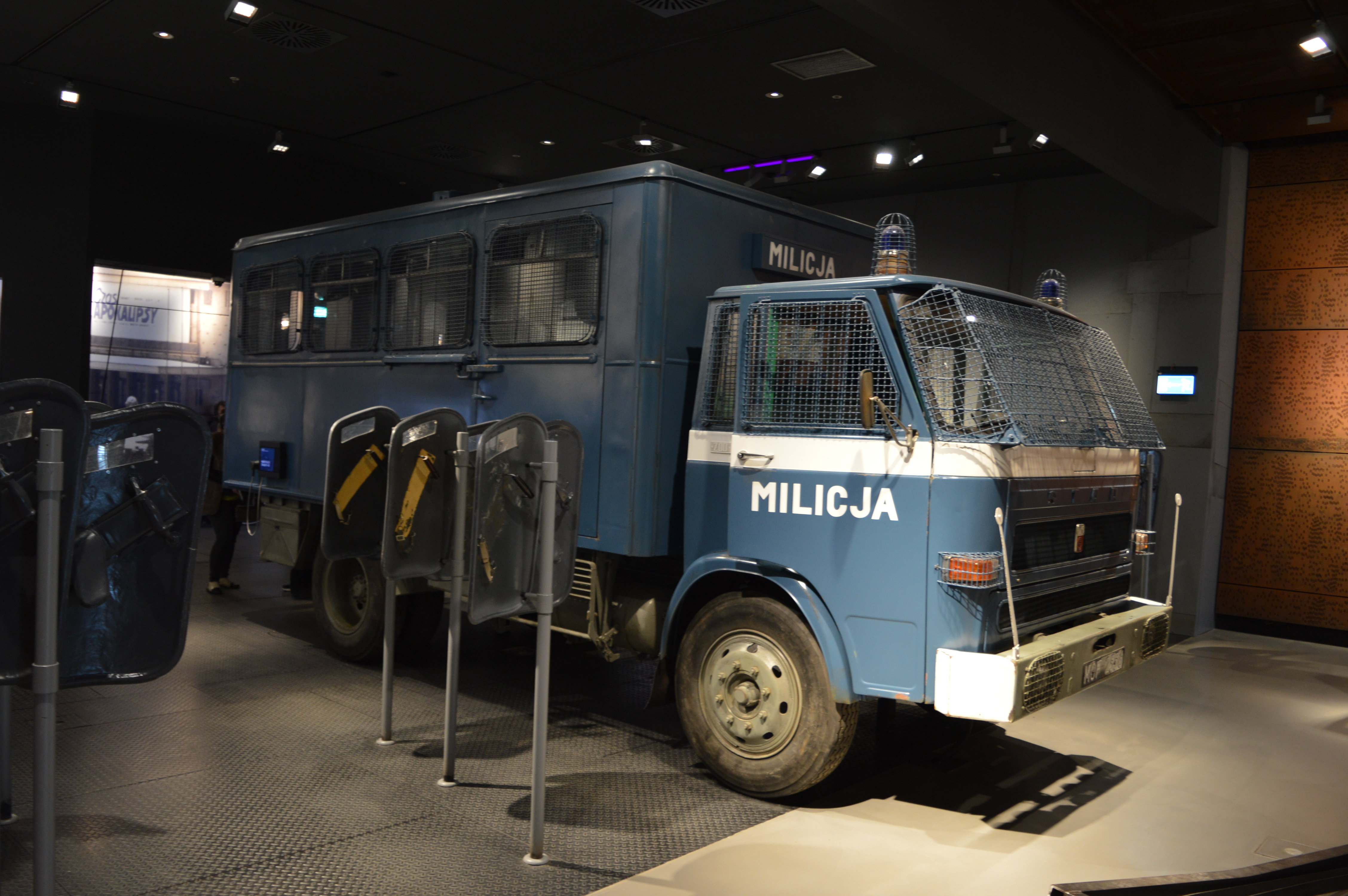